# Pontoglio
Pontoglio (lombardul: Pontòi) település Olaszországban, Lombardia régióban, Brescia megyében. Lakosainak száma 6943 fő (2023. január 1.). Pontoglio Chiari, Cividate al Piano, Palosco, Urago d’Oglio és Palazzolo sull’Oglio községekkel határos.

## Népesség
A település lakossága az elmúlt években az alábbi módon változott:
| Lakosok száma | 6917 | 6887 | 6943 |
|               | 2017 | 2018 | 2023 |